# Podkładka infekcyjna
Podkładka infekcyjna – u grzybów pasożytniczych jest to splot strzępek rozwijających się na powierzchni komórek gospodarza. Pełnią podobną rolę jak appressoria i hyfopodia – należą do tzw. struktur preinfekcyjnych umożliwiających grzybowi infekcję. Wydzielają kleistą substancję, za pomocą której wytwarzana przez kiełkujący zarodnik strzępka rostkowa przymocowuje się do podłoża. Substancja ta zawiera polisacharydy i glikoproteiny.